# Черськ (місто)
Черськ (пол. Czersk, каш. Czérsk) — місто в північній Польщі. Належить до Хойницького повіту Поморського воєводства.

## Історія
До 1381 р. Черськ входив до території впливу Тевтонського ордену. В 1772—1902 рр. — внаслідок розділів Польщі, місто було приєднано до Пруссії.
1382 року тухольський комтур Генрик фон Буллендорф надав Черську хелмінське (кульмське) право. За часів першої Речі Посполитої Черськ вхаодив до складу староства.

## Пам'ятки
- Костел святої Марії Магдалини (пол. Kościół p.w. św. Marii Magdaleny, неоготичний, 1913)
- Ратуша (1926)
- Єврейський цвинтар

## Демографія
Демографічна структура станом на 31 березня 2011 року:
|          | Загалом | Допрацездатний вік | Працездатний вік | Постпрацездатний вік |
| -------- | ------- | ------------------ | ---------------- | -------------------- |
| Чоловіки | 4893    | 1117               | 3338             | 438                  |
| Жінки    | 5129    | 1071               | 3045             | 1013                 |
| Разом    | 10022   | 2188               | 6383             | 1451                 |

## Транспорт
Є залізнична станція і залізничний двірець.
Через місто пролягають краєва дорога № 22 та воєводська дорога № 37.